# Cerotainiops lucyae
Cerotainiops lucyae är en tvåvingeart som beskrevs av Martin 1959. Cerotainiops lucyae ingår i släktet Cerotainiops och familjen rovflugor. Inga underarter finns listade i Catalogue of Life.